# Mosquée Bolo Haouz
La mosquée Bolo Haouz (ce qui signifie « près du bassin ») est une mosquée de Boukhara, en Ouzbékistan. Construite en 1712, en face de la citadelle d'Ark dans le quartier du Régistan, elle est inscrite au patrimoine mondial de l'Unesco, comme l'ensemble de la ville historique. Elle servait avant le  rattachement à la Russie bolchévique (1920) de mosquée du Vendredi (mosquée principale) où venait prier l'émir de Boukhara. C'est en 1917 que, devant l'iwan (servant d'entrée d'honneur), ont été rajoutées des colonnes de bois peint allongées exagérément pour constituer avec une toiture en bordure une salle de prière d'été. Les chapiteaux sont ornées de muqarnas colorés. La mosquée  a été réaffectée au culte depuis une vingtaine d'années.

## Architecture
La mosquée est de plan quadrangulaire. La salle de prières d'hiver est une pièce à quatre colonnes avec plusieurs entrées. L'iwan de 12 mètres de hauteur, bordé d'un avant-toit soutenu de vingt colonnes de bois sert de salle de prières d'été, des trois côtés de la salle d'hiver. Les colonnes de bois reposent sur une fondation en béton.
L'intérieur de la mosquée est typique du style du tournant du XIXe siècle et du XXe siècle. Le petit minaret a été construit en 1917.

## Illustrations

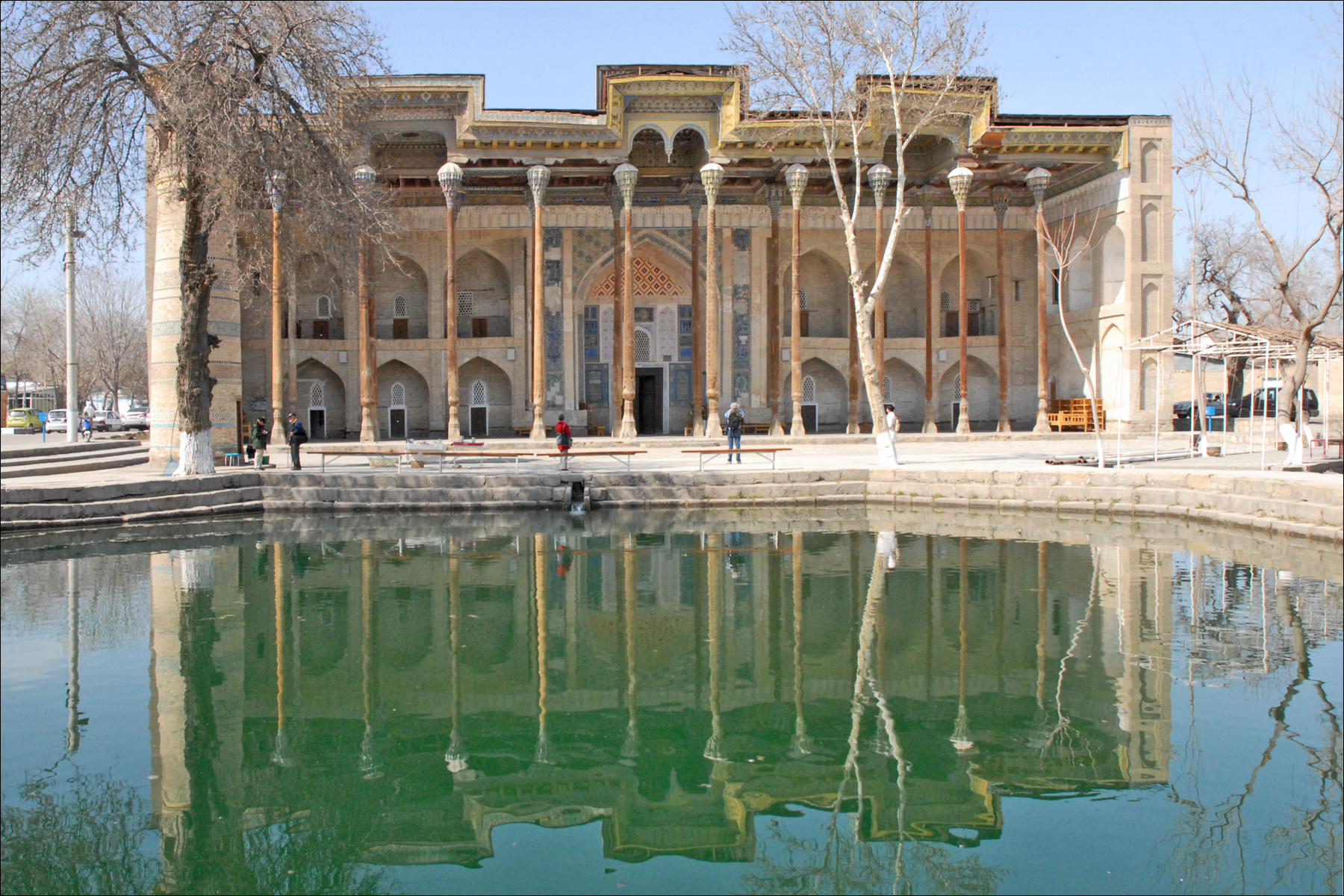
Le bassin[1] en face de la mosquée
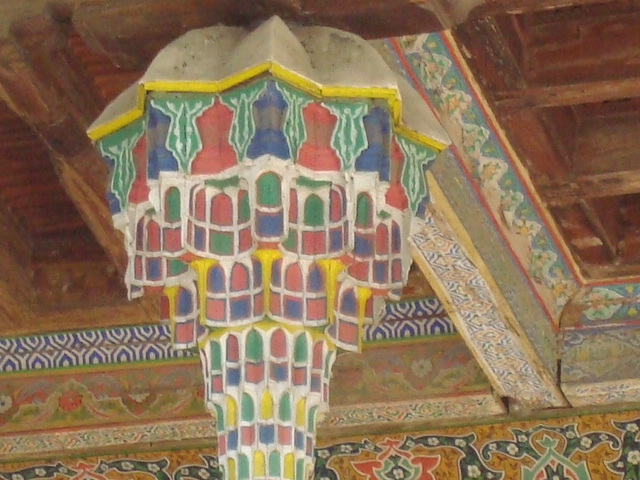
Détail d'un chapiteau à muqarnas
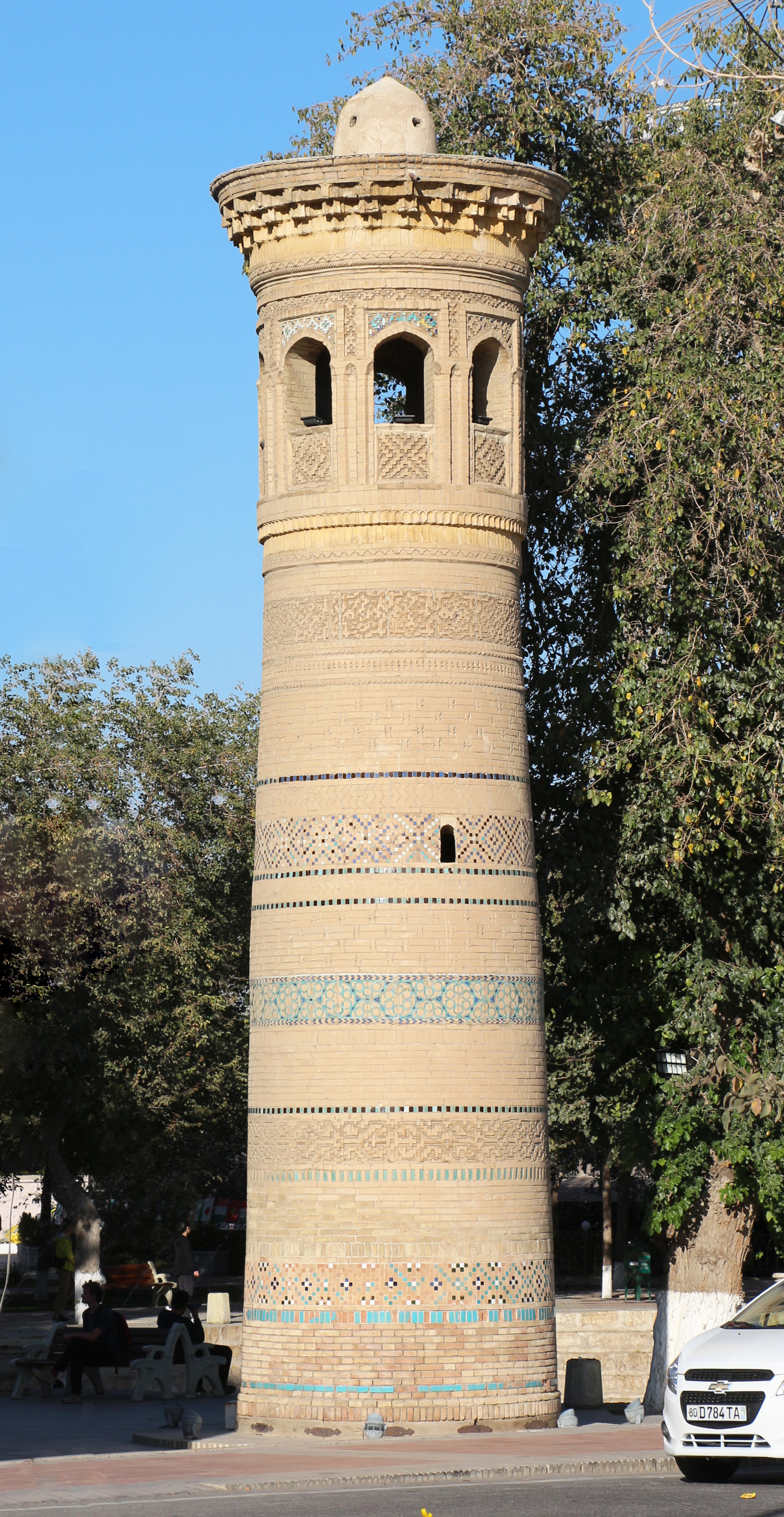
Minaret de la mosquée
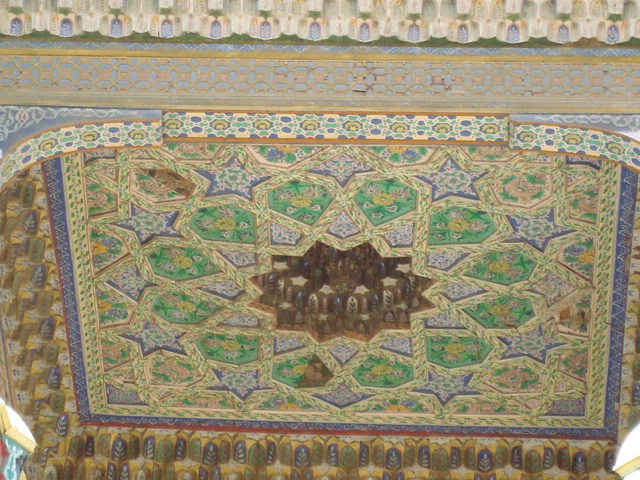
Détail du plafond
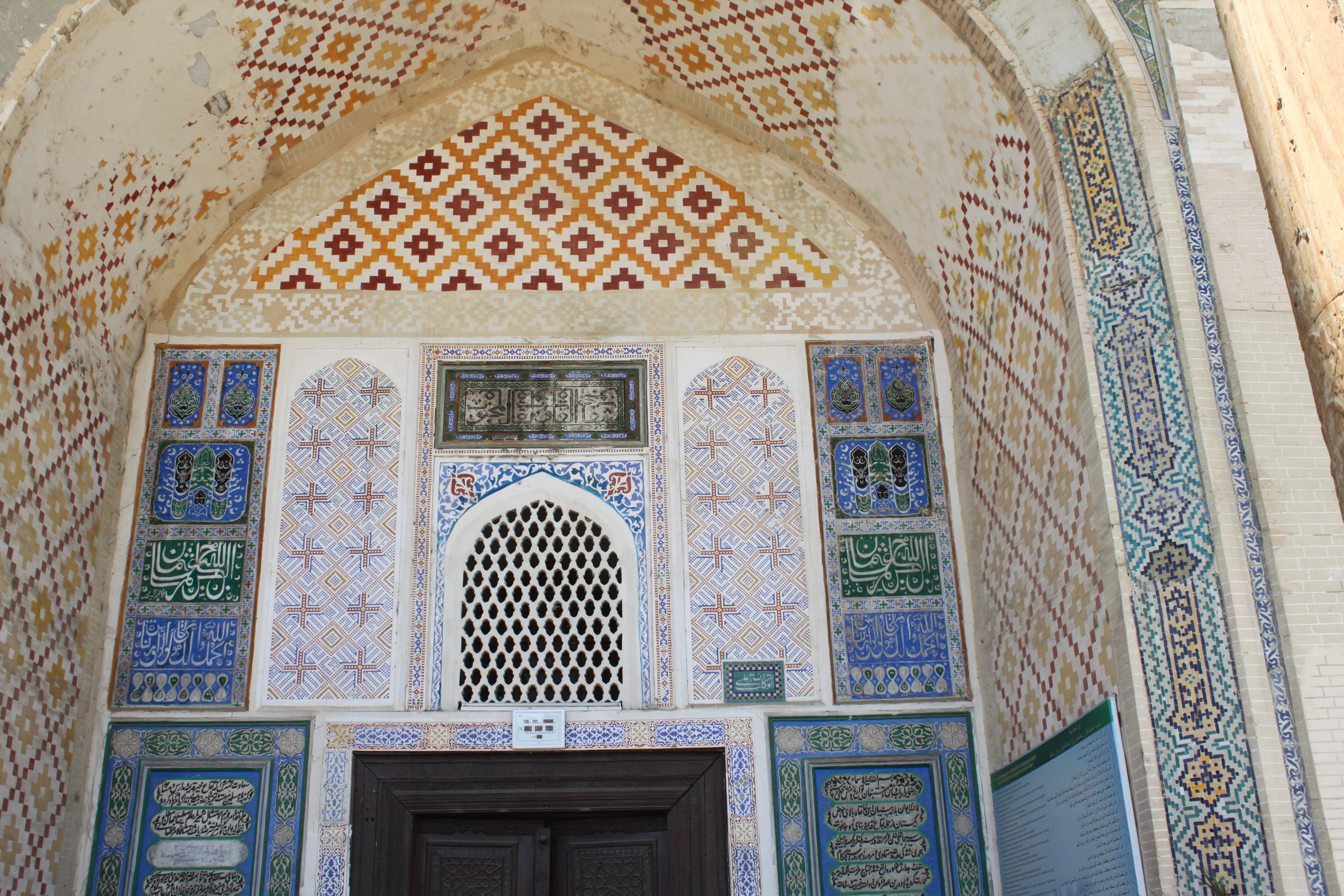
Détail supérieur de l'iwan d'entrée
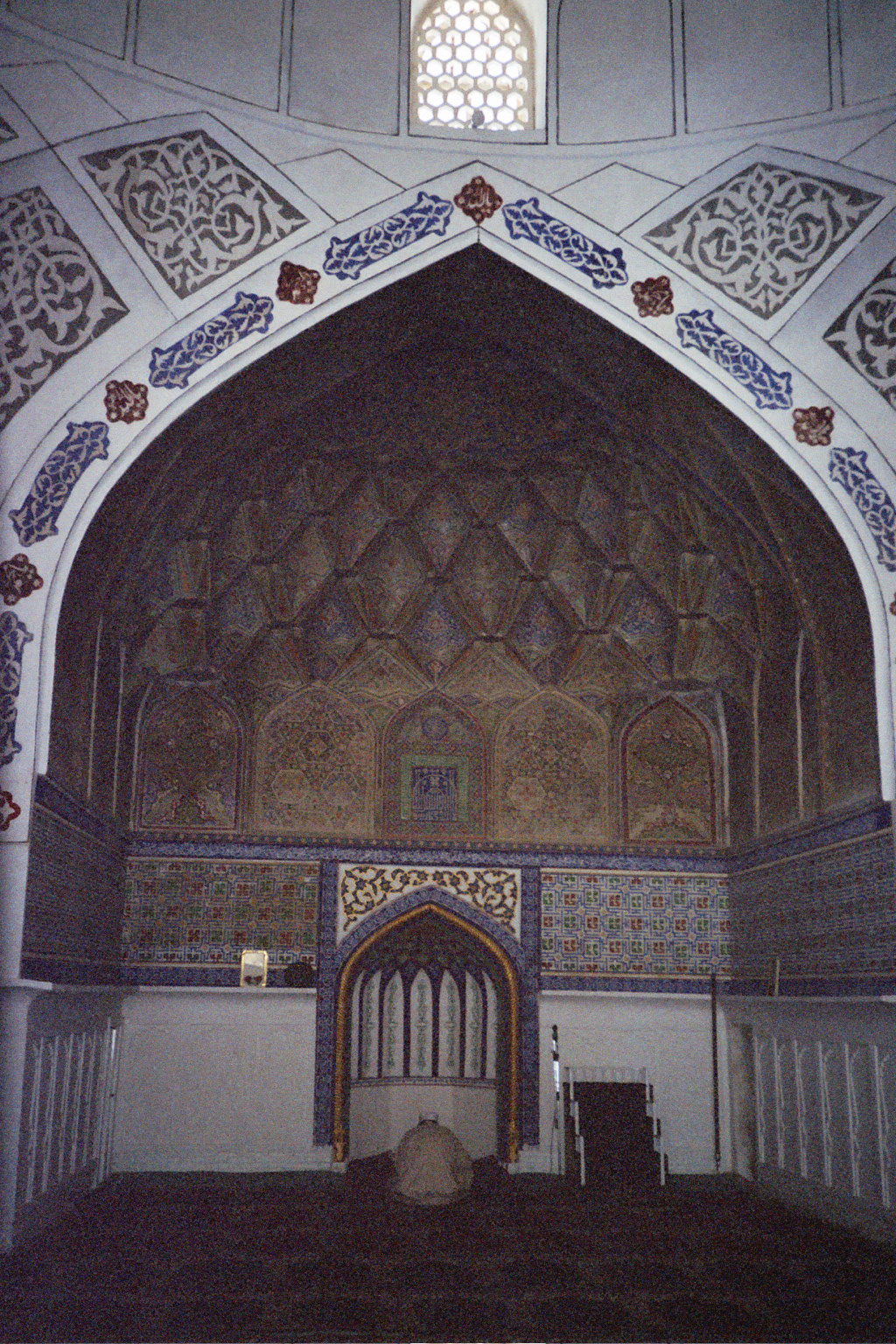
Vue du mirhab

## Source
- (ru) Cet article est partiellement ou en totalité issu de l’article de Wikipédia en russe intitulé « Боло-хауз » (voir la liste des auteurs).